# William Blackett (1er baronnet, 1657-1705)
William Blackett, 1er baronnet (14 juin 1657 – décembre 1705) est un propriétaire foncier et un homme politique qui siège à la Chambre des communes à trois reprises entre 1685 et 1705.

## Biographie

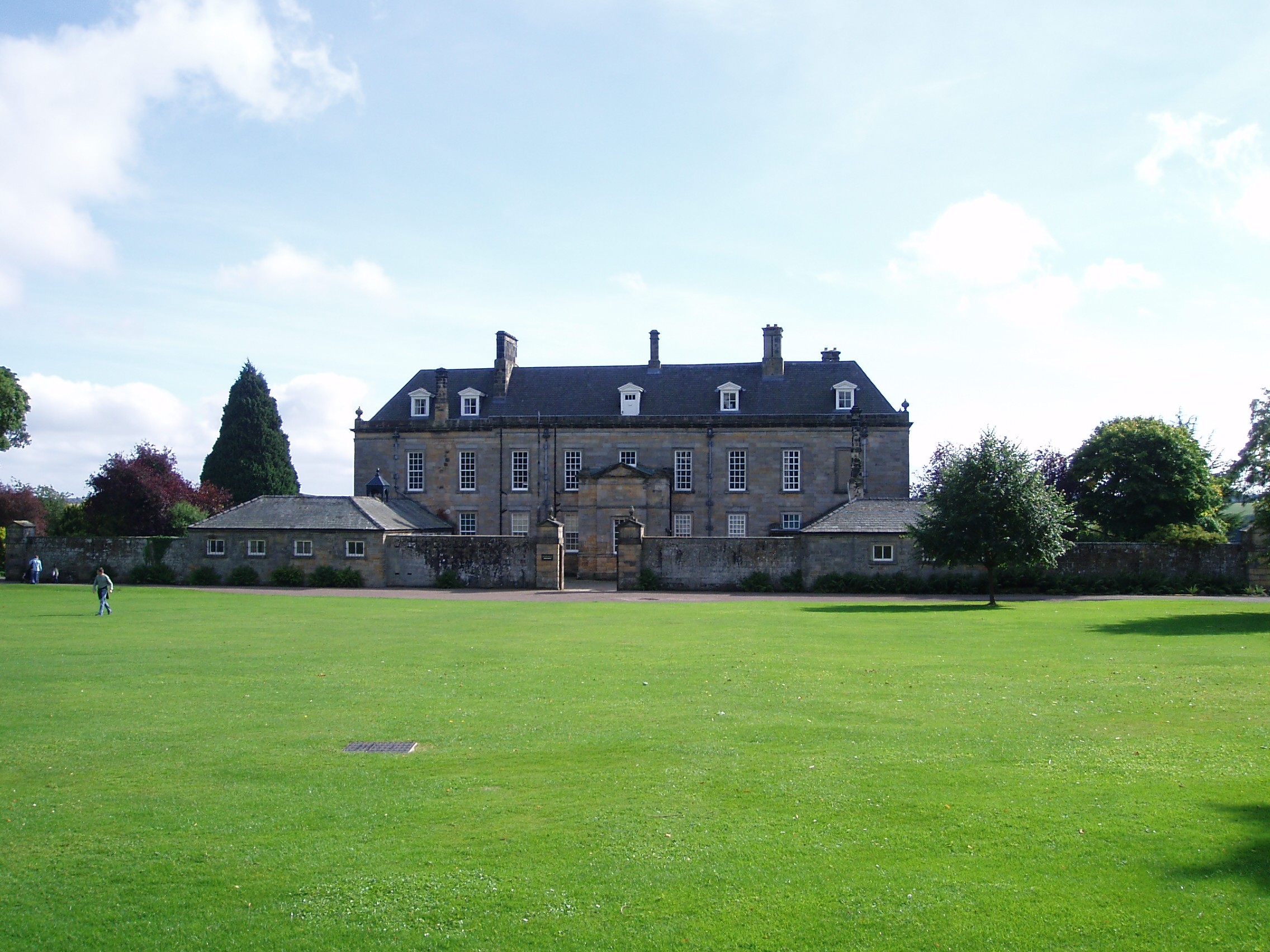
Wallington Hall, Cambo

Il est le troisième fils de William Blackett et de son épouse Elizabeth Kirkly. Son père lui lègue une fortune en 1680. Il devient maire de Newcastle upon Tyne en 1683.
En 1685, il devient député de Newcastle-upon-Tyne et, la même année, il est créé baronnet. Son frère aîné, Edward hérite du titre de son père.
Il est le haut shérif de Northumberland en 1688 et, en 1689, il acquiert une grande partie du domaine Allendale de John Fenwick. Il développe des activités considérables dans les mines de plomb et de charbon. Il achète également Wallington Hall, Cambo, Northumberland à Fenwick et le reconstruit en grande partie. Il développe Wallington davantage comme un pavillon de chasse et le siège principal de la famille reste à Newcastle, la maison y étant occupée jusqu'en 1783.
Il perd son siège pour Newcastle en 1690 et le retrouve en 1695. Il perd à nouveau son siège en 1700 et est réélu en 1705. Il est estimé comme un homme de bienséance et se distinguait comme orateur à la chambre des communes.
Il épouse Julia Conyers, fille de Christopher Conyers, 2e baronnet de Horden, en 1684 et son fils William Blackett (2e baronnet) lui succède.